# Neotrichia pulgara
Neotrichia pulgara is een schietmot uit de familie Hydroptilidae. De soort komt voor in het Neotropisch gebied.